# Ten moment (singel)
Ten moment – trzeci singel wydany w maju 2020 promujący album Ten moment.

## Twórcy
- słowa: Edyta Bartosiewicz
- muzyka: Edyta Bartosiewicz
- produkcja, miks i mastering: Sławomir Leniart, Bodek Pezda, Edyta Bartosiewicz

### Listy przebojów
| Autor                         | Notowanie (2020)                 | Najwyższa pozycja |
| ----------------------------- | -------------------------------- | ----------------- |
| Polskie Radio Program III     | Lista Przebojów Trójki           | 20                |
| Polskie Radio Pomorza i Kujaw | Lista Przebojów Trójki Radia PiK | 1                 |
| Radio Szczecin                | Szczecińska lista przebojów      | 8                 |